# Olga Tíshchenko
Olga Anatolievna Tishchenko (en ruso: Ольга Анатольевна Тищенко; Taganrog, URSS, 6 de mayo de 1973) es una deportista rusa que compitió en piragüismo en la modalidad de aguas tranquilas. Su hermano Anatoli compitió en el mismo deporte.
Ganó dos medallas en el Campeonato Mundial de Piragüismo entre los años 1995 y 1999, y tres medallas en el Campeonato Europeo de Piragüismo entre los años 1999 y 2002.
Participó en tres Juegos Olímpicos de Verano, entre los años 1992 y 2000, ocupando el séptimo lugar en Atlanta 1996 y en Sídney 2000, en la prueba de K4 500 m.

## Palmarés internacional
| Campeonato Mundial | Campeonato Mundial   | Campeonato Mundial | Campeonato Mundial |
| Año                | Lugar                | Medalla            | Competición        |
| ------------------ | -------------------- | ------------------ | ------------------ |
| 1995               | Duisburgo (Alemania) | Medalla de bronce  | K2 200 m           |
| 1999               | Milán (Italia)       | Medalla de plata   | K4 200 m           |
| Campeonato Europeo |                      |                    |                    |
| Año                | Lugar                | Medalla            | Competición        |
| 1999               | Zagreb (Croacia)     | Medalla de oro     | K4 200 m           |
| 1999               | Zagreb (Croacia)     | Medalla de bronce  | K4 500 m           |
| 2002               | Szeged (Hungría)     | Medalla de bronce  | K4 200 m           |